# Bratiškovci
Bratiškovci – wieś w Chorwacji, w żupanii szybenicko-knińskiej, w mieście Skradin. W 2011 roku liczyła 251 mieszkańców.